# Setantops nimbosilvae
Setantops nimbosilvae är en stekelart som beskrevs av Heinrich 1968. Setantops nimbosilvae ingår i släktet Setantops och familjen brokparasitsteklar. Utöver nominatformen finns också underarten S. n. mbesicus.